# Stromateus brasiliensis
Stromateus brasiliensis – gatunek ryby z rodziny żuwakowatych (Stromateidae). 

## Występowanie
Gatunek ten przebywa w wodach Oceanu Atlantyckiego przy wybrzeżu południowej Brazylii oraz Argentyny. Występuje na głębokości od 22 do 133 metrów, zazwyczaj do około 100 metrów.

## Charakterystyka
Ryba ta osiąga rozmiary około 38 cm.
Jej grzbiet jest zielonkawo-niebieski, natomiast brzuch srebrny. Na górnej połowie ciała można zaobserwować liczne ciemne plamki. Ciemne są także końcówki płetw.